# Mélilot
Melilotus
Genre

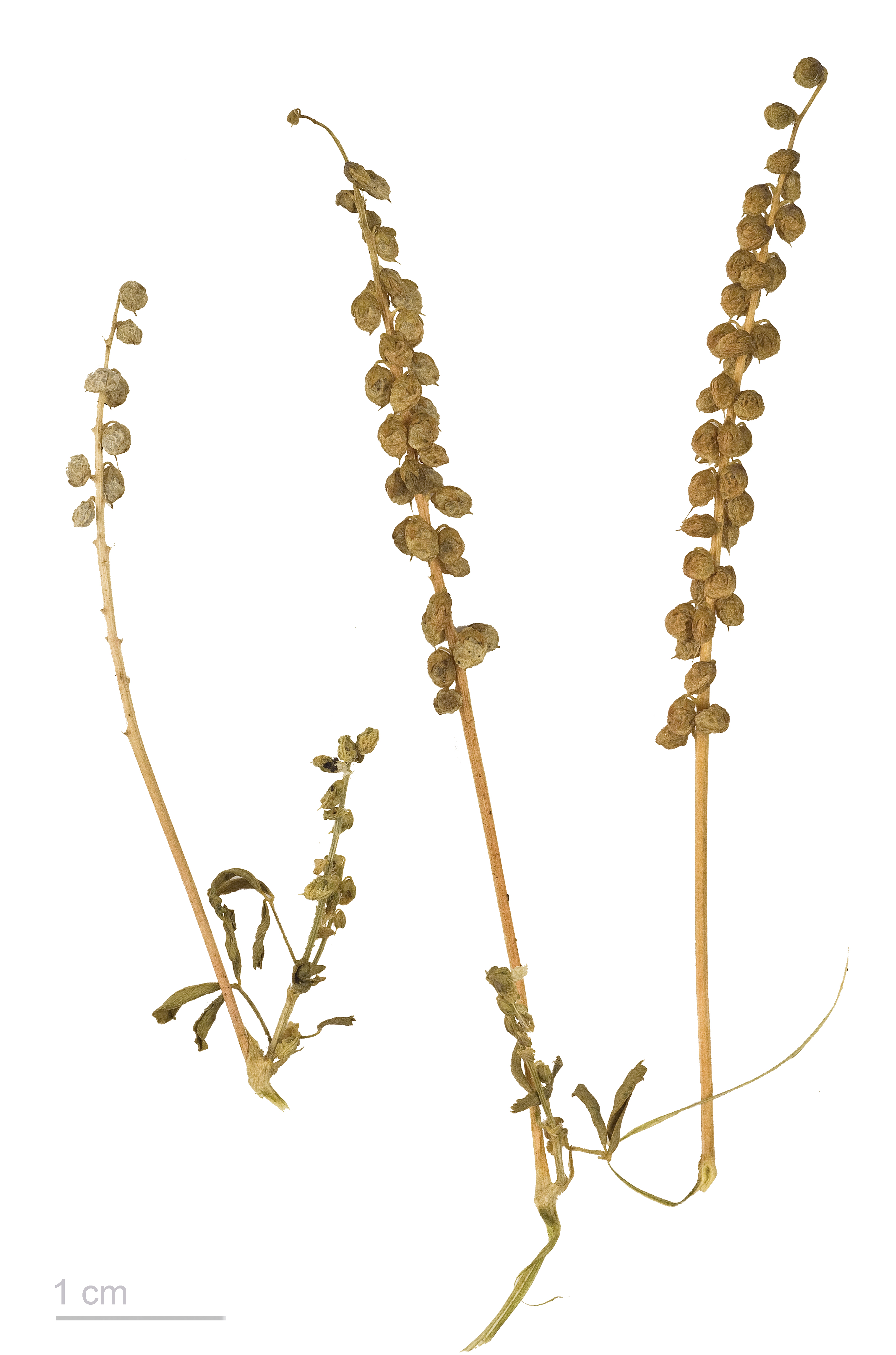
Melilotus indicus au Muséum d'histoire naturelle de Toulouse.

Les mélilots sont des plantes à fleurs de la famille des Fabaceae et du genre Melilotus . Ce sont des plantes herbacées , dont certaines espèces sont cultivées comme plantes fourragères, mellifères, aromatiques ou médicinales.
Le nom générique Melilotus est formé à partir des mots grecs μέλι / méli, miel, et λωτός / lôtós, « lotus » ou « lotier », par allusion au caractère mellifère des plantes de ce genre.

## Distribution
Ce genre est originaire de l'ancien monde : Europe, Asie, et une partie de l'Afrique.
L'espèce est introduite dans les zones non endémiques de ces régions et sur le continent américain ainsi qu'en Australie.

## Classification
Le genre Melilotus est placé dans la sous-famille des Faboideae et la tribu des Trifolieae.
Le genre Melilotus pourrait cependant être inclus dans le genre Trigonella (Flora gallica).

## Liste d'espèces
Selon World Flora Online (WFO) (8 juin 2025), le genre Mélilot comprend 25 espèces et 2 hybrides.
Malgré son nom vernaculaire de mélilot bleu, Trigonella caerulea, une espèce initialement classée dans le genre Trifolium sous le basionyme Trifolium caeruleum L. (syn. Melilotus caeruleus (L.) Desr.), n'appartient pas au genre Melilotus.

### Espèces
- Melilotus albus Medik., le mélilot blanc
- Melilotus altissimus Thuill.
- Melilotus arenarius Grecescu
- Melilotus bicolor Boiss. & Balansa
- Melilotus dentatus (Waldst. & Kit.) Pers.
- Melilotus elegans Ser., le mélilot élégant
- Melilotus gorkemii Yıld.
- Melilotus hirsutus Lipsky
- Melilotus indicus (en)) (L.) All., le mélilot des Indes
- Melilotus infestus Guss.
- Melilotus italicus (L.) Lam., le mélilot d'Italie
- Melilotus macrocarpus Coss. & Durieu
- Melilotus melilotus-officinalis (L.) Farw.
- Melilotus neapolitanus Ten.
- Melilotus officinalis (L.) Pall., le mélilot officinal ou mélilot jaune
- Melilotus polonicus (L.) Pall.
- Melilotus segetalis (Brot.) Ser.
- Melilotus serratifolius Tackh. & Boulos
- Melilotus siculus (Turra) Steud. (syn: Melilotus messanensis (L.) All.)
- Melilotus speciosus Durieu
- Melilotus suaveolens Ledeb.
- Melilotus sulcatus Desf., le mélilot sillonné
- Melilotus tauricus (M.Bieb.) Ser.
- Melilotus wolgicus Poir.

### Hybrides
- Melilotus × haussknechtianus O.E.Schulz (M. altissimus × M. officinalis)
- Melilotus × schoenheitianus Hausskn.  (M. albus × M. officinalis)

## Utilisation
Autrefois cultivés comme fourrage, les mélilots ont pour intérêt leur rusticité (mais ils peuvent devenir envahissants), en particulier leur résistance au froid supérieure à celle de la luzerne sauf en ce qui concerne le mélilot des Indes (Melilotus indicus (en)) qui est semi-tropical. Ils sont aujourd'hui souvent remplacés par la luzerne ou le trèfle d'Alexandrie suivant les climats.

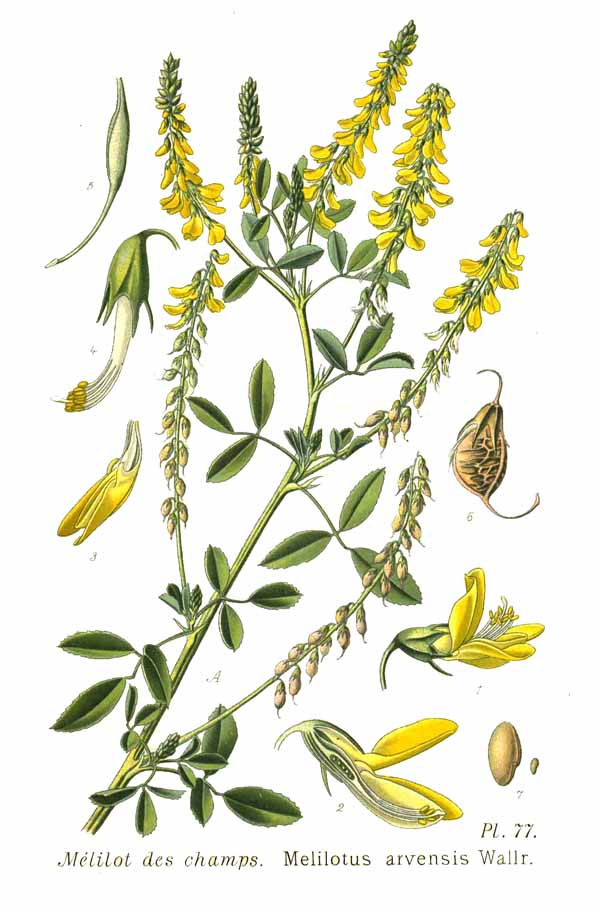
Mélilot officinal, planche botanique de 1891.

Lorsqu'ils sont cultivés comme fourrage, les mélilots risquent de provoquer chez les bovins la maladie du « mélilot gâté » lorsque le foin mal séché fermente. Au pâturage le bétail s'habitue progressivement à sa consommation. La coumarine se transforme  en dicoumarol ou  hydroxycoumarine, une antivitamine K, anticoagulant utilisé à faible dose en médecine mais qui peut causer de graves hémorragies à forte dose, cette molécule étant utilisée comme appât rodenticide de type mort aux rats. 
Très visités des abeilles, ils peuvent constituer un bon engrais vert.

### Propriétés médicinales
Usage interne : la coumarine, hypnotique, expliquerait certaines propriétés antispasmodiques et sédatives (anti-insomnie) attribuées au mélilot, et aussi diurétique et légèrement antiseptique. La coumarine à haute dose peut s'avérer dangereuse pour la santé. La dose journalière tolérable doit être inférieure à 4,8 mg par jour pour un adulte de 60 kg.
Une consommation trop régulière de mélilot peut induire des maux de tête voire une altération des perceptions (vertige, somnolence, etc.) ou des hépatites. Son utilisation est ainsi réglementée, voire interdite dans certains pays, en raison de sa teneur en coumarine. Cette plante doit donc être utilisée à petites doses (par exemple, la quantité utilisée pour une infusion n'est qu'environ 3 g/L). Comme dans l'aspérule odorante, si la plante moisit et fermente, il se forme du dicoumarol ou hydroxycoumarine, une antivitamine K, anticoagulant utilisé à faible dose en médecine mais qui peut causer de graves hémorragies à forte dose, cette molécule étant utilisée comme appât rodenticide de type mort aux rats.
Tous les mélilots ont des propriétés semblables et parmi eux, le mélilot officinal est une plante médicinale dont les sommités fleuries sont employées pour leurs propriétés anti-inflammatoires et protectrices du système vasculaire et anti-spasmodique. Il est employé en médecine populaire pour ses propriétés résolutives, émollientes et calmantes (sédatives).
En phytothérapie il est utilisé sous forme de teinture mère de mélilot pour soigner les jambes lourdes et les bouffées de chaleur et pour lutter contre les effets indésirables de la ménopause, par son action fluidifiante sur le sang.

### Utilisation en cuisine
Le mélilot peut s'utiliser frais, mais sa saveur est alors très discrète. 
On l'utilise plutôt en faisant sécher soigneusement et rapidement les fleurs pour le conserver et surtout pour éviter la toxicité du dicoumarol. C'est sous cette forme séchée que les fleurs de mélilot (souvent conservées séchées réduites en poudre plus ou moins fine) expriment leurs arômes de vanille, de foin, d'amande amère, dus à la coumarine. On le compare également à la fève tonka, également riche en coumarine. On peut alors le faire infuser dans de l'eau, du lait, de la crème, du beurre, du chocolat ou bien émietté pour parfumer des desserts: compotes de fruits (pomme, poire,…), crème frangipane, pâtes à crêpes, pancakes, gâteaux, cookies, beignets. 
Le mélilot est aussi utilisé pour accommoder les produits de la mer que sont les noix de St Jacques, langoustines ou crevettes. On l’utilise également dans les soupes et potages de courges et de patates douces. Il peut remplacer la noix de muscade ou le macis dans les béchamels, gratins… ou encore pour aromatiser des gelées.
Les graines sont utilisées comme aromates, notamment dans des pains.